# Birgitta Paget
Birgitta Helena Paget, född 11 oktober 1929 i Rundvik, Västerbottens län, död 5 maj 2017 i Uppsala, var en svensk teolog.
Paget, som var dotter till överingenjör Helge Sköldkvist och Amy Carlström, blev filosofie magister i Uppsala 1971. Hon studerade religionsvetenskap vid Uppsala universitet 1973–1977 och påbörjade forskarutbildning i Uppsala 1977. Hon var amanuens i teologisk etik och religionsfilosofi 1972–1978, universitetslärare i etik och livsåskådningsfrågor 1974–1980, vikarierande föreståndare Centrum för kvinnliga forskare och kvinnoforskning vårterminen 1984 och 1985 och informationssekreterare/programkoordinator där från 1982. Hon var representant för teologiska fakulteten i nämnden för Centrum för kvinnliga forskare och kvinnoforskning från 1979 och ansvarig för det så kallade Forskargolvet vid mässan Kvinnor visar vägen 1986. Hon var medredaktör för Kvinnor och skapande, en antologi om litteratur och konst tillägnad Karin Westman Berg (1983) och Religion och kvinnokamp (1978).